# Leo Madder
Leo Madder (Lier, 18 juli 1946) is een Vlaamse acteur en regisseur. Leo is de vader van de verongelukte acteur Donald Madder.
Hij is vooral bekend door zijn rol van diensthoofd Luc Gijsbrecht in de ziekenhuisserie Spoed.

## Rollen
- Artikel 188 (1968) - Kommisaris Staal
- Klucht van de brave moordenaar (1969) - Baart
- Koning Lear (1969) - arts/dienaar van Cornwall
- Beschuldigde, sta op (1970)
- De jongste dag (1970) - Pokoeny
- Ik droomde (misschien) (1971)
- Keromar (1971) - Noet
- Keromar (1971) - Noet 2
- Een lange herfstdag (1971) - Milan
- Het zwaard van Ardoewaan (1972) - Wezel
- Skandalon (1972) - Volpi
- Camera Sutra (of de bleekgezichten) (1973)
- De Loteling (1973) - Boef
- Een engel in het pandjeshuis (1973) - dronkaard
- Wachten op Godot (1973) - Lucky
- Schapenborre (1974) - Flores
- Trijntje van Saardam (1975) - Francesco
- De grenadier van zijne majesteit (1976) - Theophile
- Langs de kade (1990)
- Commissaris Roos (1990) - baron Xavier
- Commissaris Roos (1992) - dokter Malbrain
- Het Park (1993) - Gerard
- Het Park (1993) - meneer Delcourt
- Niet voor publicatie (1994) - Karel van Gelderen
- De put (1994) - E.H. Winnen
- F.C. De Kampioenen (1996) - meneer Enkels
- Thuis (1996-1997) - Carlos Bastiaens
- Hof van Assisen (1998) - rechter
- Spoed (2000-2007) - dokter Luc Gijsbrecht
- Aspe (2009) - Reginald Van Kuyck
- AG The Marks We Bear (2016) - antiquair